# كلية العلوم الاقتصادية والتصرف بالمهدية
كلية العلوم الاقتصادية والتصرف بالمهدية هي إحدى الكليات التابعة لجامعة المنستير، وقد أنشئت عام 1999.

شعار كلية العلوم الاقتصادية والتصرف بالمهدية

## أرقام
- طبقا لإحصائيات 2007-2008 يدرس بكلية العلوم الاقتصادية والتصرف بالمهدية 3386 طالبا من بينهم 2293 طالبة.
- بلغ عدد أساتذة كلية العلوم الاقتصادية والتصرف حوالي المائة من مختلف الأصناف.

## الشهادات
- شهادات الأستاذية في:
  - الاقتصاد المالي والبنكي
  - الاقتصاد الدولي
  - الاقتصاد الكمي
  - المالية
  - علوم المحاسبة
  - الإدارة
- شهادات الشعب القصيرة:
  - فني سام في التقنيات المالية
  - فني سام في البيع والتجارة الإلكترونية

## الإدارة
- العميد: علي فرج
- الكاتب العام: رشاد الحداد
- مديرة الدراسات والتربصات: لمياء مازيغ

## وصلة خارجية
- موقع كلية العلوم الاقتصادية والتصرف بالمهدية.